# Bartolomé Macías
José Bartolomé Macías (1901 – 10 aprile 1966) è stato un arbitro di calcio, allenatore di calcio e giornalista argentino, internazionale dal 1930 al 1946.
Detiene il primato per il maggior numero di incontri diretti in Coppa America, 25, ed è l'arbitro con più presenze nel  Superclásico, 11.

## Carriera
Macías iniziò la sua carriera nel calcio come giocatore, militando nella Quinta División, una delle categorie giovanili, dell'Argentino de Banfield. Nel 1927 abbandonò l'attività di calciatore e intraprese quella di arbitro, debuttando in massima serie argentina durante il campionato 1927: la prima gara che diresse fu Tigre-Atlanta, valida per la 28ª giornata e giocata il 30 ottobre 1927. Fu a partire dal 1928 che fu utilizzato con frequenza; nel Concurso Estímulo 1929 esordì alla prima giornata, arbitrando l'incontro tra El Porvenir e Racing Club. Nella Primera División 1930 fu impiegato spesso; nello stesso anno fu tra i partecipanti al campionato del mondo 1930, il primo Mondiale, presenziando in due gare, Stati Uniti-Belgio e Stati Uniti-Paraguay, come arbitro, e in una, Paraguay-Belgio, come assistente. Prese parte, poi, alla Primera División 1931, la prima edizione professionistica del campionato argentino, organizzata dalla Liga Argentina de Football. In questa competizione arbitrò per la prima volta il 31 maggio 1931, nella prima giornata, dirigendo Platense-Vélez Sarsfield. Fu l'arbitro con il maggior numero di partite dirette, 33 su 34. Nel 1937 iniziò la sua partecipazione al Campeonato Sudamericano de Football (oggi Coppa America): durante Argentina 1937, sovraintese allo svolgimento di cinque gare: Brasile-Cile, Uruguay-Cile, Brasile-Paraguay, Brasile-Uruguay e Perù-Cile. Nel 1940 arbitrò per 3 volte la Copa Roca, competizione tra le Nazionali di Argentina e Brasile. L'anno seguente tornò al Sudamericano, e le presenze furono 4: Cile-Ecuador, Cile-Perù, Uruguay-Cile e Uruguay-Perù. Durante Uruguay 1942 diresse Uruguay-Cile, Paraguay-Perù, Brasile-Ecuador, Uruguay-Perù, Brasile-Paraguay e Cile-Perù, per un totale di 6 gare. Anche nel 1945 arbitrò 6 incontri nel Sudamericano: Cile-Ecuador, Brasile-Bolivia, Cile-Colombia, Brasile-Uruguay, Cile-Uruguay e Brasile-Ecuador. Si ritirò dall'attività internazionale dopo 4 presenze a Argentina 1946: Brasile-Paraguay (16 gennaio), Paraguay-Bolivia, Brasile Paraguay (29 gennaio) e Cile-Bolivia. Nel 1947 interruppe brevemente la professione di arbitro per tentare quella d'allenatore: gli fu affidata la panchina del Club Atlético Atlanta, in massima serie argentina. Al termine della stagione 1947 la sua squadra fu retrocessa, e Macías tornò ad arbitrare fino al 1949. Fu anche giornalista sportivo.